# NGC 2195
NGC 2195 – gwiazda podwójna w ciasnym „łańcuchu” gwiazd, znajdująca się w gwiazdozbiorze Oriona. Skatalogował ją J. Gerhard Lohse w 1886 roku jako obiekt typu „mgławicowego”.